# مطار سوتشو غوانغفو
مطار سوتشو غوانغفو (بالإنجليزية: Suzhou Guangfu Airport)‏ و(بالصينية: 苏州光福机场) (إياتا: SZV، إيكاو: ZSSV) مطار عسكري يقع بمدينة جيانغسو في الصين. يبلغ طول المدرج 2200 م .

## وصلات خارجية
- http://www.flightstats.com/go/Airport/airportDetails.do?airportCode=SZV